# 圣安纳圣殿
圣安纳圣殿（英語：Minor Basilica of St. Anne），是马来西亚一座著名的罗马天主教教堂，位于槟城州威中縣大山脚。它是天主教槟城教区的本堂区之一。每年7月26日的圣亚纳瞻礼会持续10天，吸引約100,000名朝圣者，有些甚至来自新加坡、菲律宾和澳大利亚。

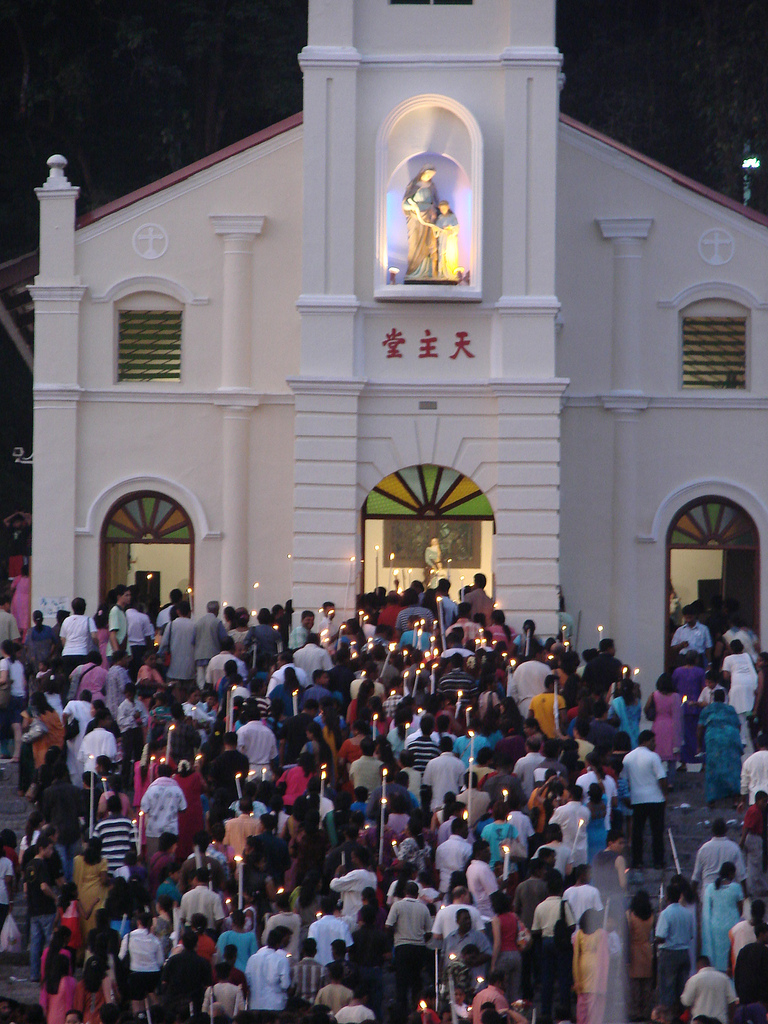
朝圣